# Tolpis laciniata
Tolpis laciniata là một loài thực vật có hoa trong họ Cúc. Loài này được Webb & Berthel. miêu tả khoa học đầu tiên.